# Chiastic Slide
Albums de Autechre
Tri Repetae
(1995) LP5
(1998)
Chiastic Slide est le quatrième album du groupe anglais de musique électronique Autechre, sorti sur le label Warp Records en 1997.
Chiastic Slide a été beaucoup critiqué à sa sortie, décevant l'attente créée par le précédent, Tri Repetae. Il est cependant manifeste aujourd'hui que cet album a inspiré Autechre pour les albums suivants, notamment Confield en 2001. Il est souvent cité comme l’un des albums IDM les plus sous-estimés des années 90.
La couverture du disque a été réalisée par l'agence de design basée à Sheffield, The Designers Republic.

## Liste des titres
| 1.    | Cipater   | 8:56  |
| 2.    | Rettic AC | 2:08  |
| 3.    | Tewe      | 6:56  |
| 4.    | Cichli    | 8:52  |
| 5.    | Hub       | 7:35  |
| 6.    | Calbruc   | 3:51  |
| 7.    | Recury    | 9:44  |
| 8.    | Pule      | 8:33  |
| 9.    | Nuane     | 13:13 |
| 69:53 |           |       |